# 岡山県道165号藤戸早島線
岡山県道165号藤戸早島線（おかやまけんどう165ごう ふじとはやしません）は、岡山県倉敷市から都窪郡早島町に至る一般県道である。

## 概要
倉敷市林から都窪郡早島町早島に至る。

### 路線データ
- 起点：倉敷市林（林交差点、岡山県道21号岡山児島線交点）
- 終点：都窪郡早島町早島（早島中交差点、国道2号岡山バイパス交点、岡山県道187号早島松島線起点）
- 総延長：8.1 km

## 路線状況
藤戸 - 茶屋町間には離合困難な箇所がある。
起点は倉敷市林であるが、そこは藤戸とは一切関係がない。1982年（昭和57年）の主要地方道再編の際、もともと倉敷市藤戸町天城 - 都窪郡早島町早島間の路線だった本路線が岡山県道62号玉野福田線認定で廃止された岡山県道268号白尾藤戸線のうちの倉敷市林 - 倉敷市藤戸町藤戸間を編入し、現行路線になった。

### 重複区間
- 岡山県道22号倉敷玉野線（倉敷市藤戸町藤戸・藤戸交差点 - 倉敷市藤戸町藤戸・藤戸大橋交差点間で重用）
- 岡山県道152号倉敷妹尾線（都窪郡早島町早島）

### 道路施設

#### 橋梁
- 桜橋（六間川、倉敷市）

## 地理

### 通過する自治体
- 倉敷市
- 都窪郡早島町

### 交差する道路
| 交差する道路                                                | 市町村名 | 市町村名 | 交差する場所         | 交差する場所        |
| ----------------------------------------------------------- | -------- | -------- | -------------------- | ------------------- |
| 岡山県道21号岡山児島線                                      | 倉敷市   | 倉敷市   | 林                   | 林交差点 / 起点     |
| 岡山県道22号倉敷玉野線 重複区間起点                         | 倉敷市   | 倉敷市   | 藤戸町藤戸           | 藤戸交差点          |
| 岡山県道22号倉敷玉野線 重複区間終点 岡山県道275号藤戸連島線 | 倉敷市   | 倉敷市   | 藤戸町藤戸           | 藤戸大橋交差点      |
| 倉敷市道3079号新田天城線                                    | 倉敷市   | 倉敷市   | 藤戸町天城（あまき） | 天城交差点          |
| 倉敷市道3008号茶屋児島自転車道1号線 重複区間起点            | 倉敷市   | 倉敷市   | 藤戸町天城           |                     |
| 倉敷市道3008号茶屋児島自転車道1号線 重複区間終点            | 倉敷市   | 倉敷市   | 藤戸町天城           |                     |
| 岡山県道74号倉敷飽浦線                                      | 倉敷市   | 倉敷市   | 茶屋町               |                     |
| 岡山県道152号倉敷妹尾線 重複区間起点                        | 都窪郡   | 早島町   | 早島                 |                     |
| 岡山県道152号倉敷妹尾線 重複区間終点                        | 都窪郡   | 早島町   | 早島                 |                     |
| 国道2号 / 岡山バイパス 岡山県道187号早島松島線              | 都窪郡   | 早島町   | 早島                 | 早島中交差点 / 終点 |

### 沿線
主要施設
- 倉敷市立天城小学校
- 岡山県立倉敷天城中学校・高等学校
- 倉敷市役所茶屋町支所
- JR西日本宇野線 久々原駅
- 早島町役場
- 早島町町民総合会館ゆるびの舎
- 早島町立図書館

名所・旧跡・観光地
- 下津井電鉄路線跡地 - 1972年（昭和47年）廃止。現在は自転車歩行者専用道路に転用されている。

商業施設
- 中国銀行早島支店
- 山陽マルナカ早島店